# 熊ヶ根橋
熊ヶ根橋（くまがねばし）は、宮城県仙台市青葉区にある橋で広瀬川に架かる。熊ヶ根と上愛子の間にある峡谷上にあり、国道48号を通している。熊ヶ根橋に西側には仙山線の第二広瀬川橋梁（熊ヶ根鉄橋）が並んで架けられている。

## 歴史
熊ヶ根橋が架けられる以前、作並街道は野川橋を通っていたが、野川橋に至る道は急坂だった。戦後、進駐軍がここを往来したが、急坂のためにこのルートが問題視された。野川橋の上流に新たな橋として熊ヶ根橋が架設され、1954年（昭和29年）12月7日に開通式を迎えた。この開通式の最中、対岸で行われる結婚式に向かうために新郎がまっさきに橋を駆け抜けたという。この橋の建設にかかった費用は1億円余りだった。開通当時は橋の長さは138メートル、道幅は6メートル、高さ50メートルのスパンドレルブレースドアーチ橋および単純I桁2連で構成される橋梁だった。しかし、1972年（昭和47年）に歩道部が併用されたこともあり、元々道幅が狭かった橋上で大型車同士のスレ違いが困難となり、熊ヶ根橋を先頭にサクランボ狩りや紅葉狩りシーズンには長い渋滞が発生した。このため2002年（平成14年）から2006年（平成18年）3月にかけて、既存の橋梁構造物を活用する形で橋の拡幅工事が行われ、道幅が10.9メートルに広がった。